# Galaxies des Yeux
Cet article court présente un sujet plus développé dans : NGC 4435 et NGC 4438.
Les galaxies des Yeux (NGC 4435 et NGC 4438, également appelées Arp 120) sont un couple de galaxies à une distance approximative de 52 millions d'années-lumière dans la constellation de la Vierge. NGC 4438 figure comme la galaxie en interaction la plus déroutante de l'amas de la Vierge, du fait de l'incertitude sur le mécanisme énergétique à l'origine de la chaleur de la source nucléaire. Ce mécanisme énergétique peut être une région de naissance massive d'étoiles, ou un trou noir dissimulé dans un noyau de galaxie active (AGN). Ces deux hypothèses sont encore l'objet de recherches.
De plus, des éléments suggèrent que les dégâts observés à l'environnement du milieu interstellaire de NGC 4438 peuvent avoir été causés par une rencontre (collision excentrée) avec NGC 4435 remontant à plusieurs millions d'années.

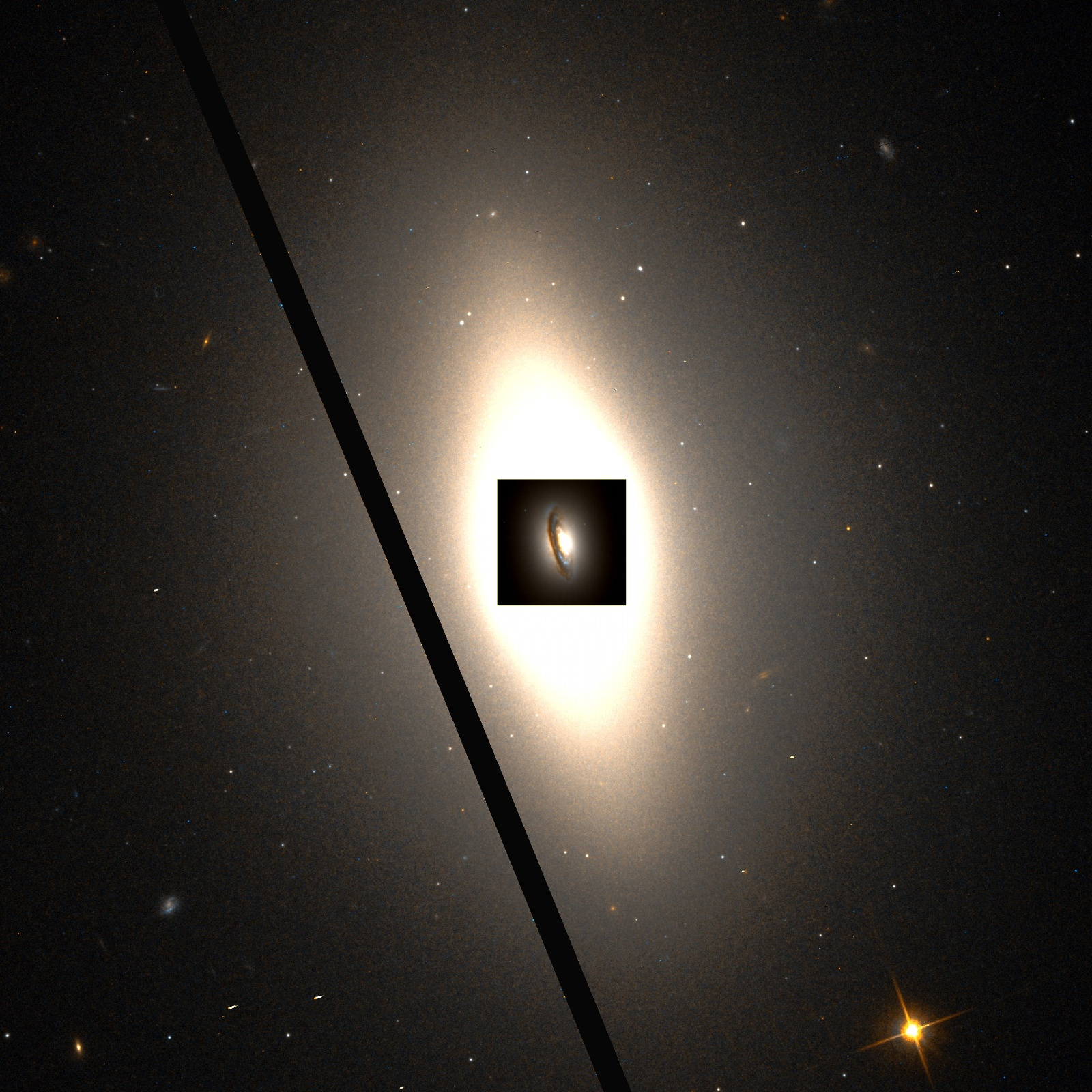
NGC 4435 et l'anneau de poussières autour de son noyau photographié par le télescope spatial Hubble, largeur 1,8′ d'angle.
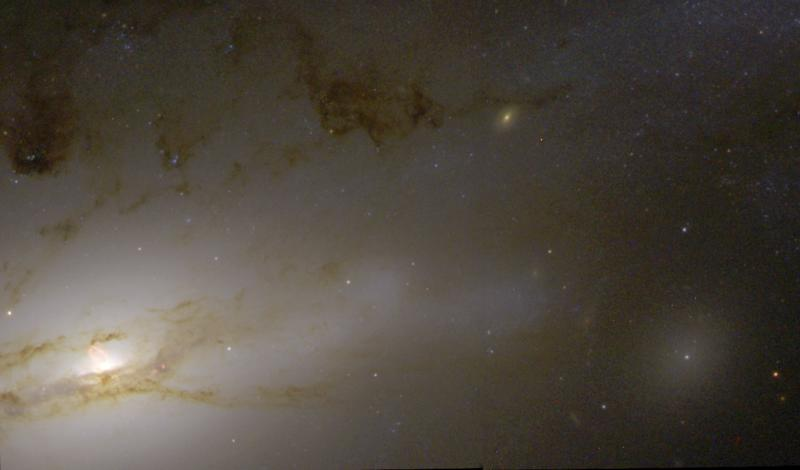
Photo par le télescope Hubble de NGC 4438.
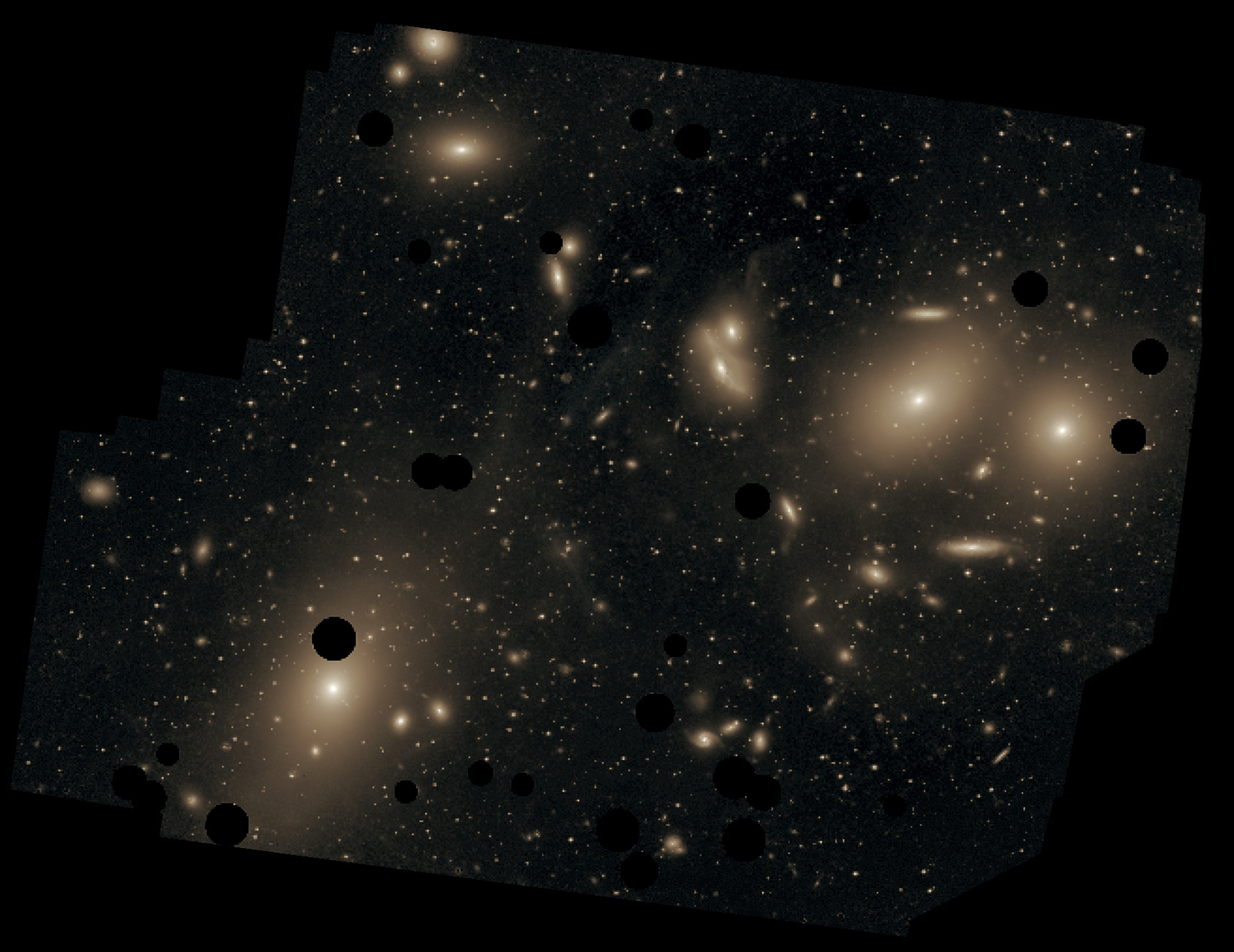
Amas de galaxies de la Vierge photographié par le télescope Burrell Schmidt.